# Monofizitizem
Monofizitizem je bilo krščansko kristološko gledanje (z vidika katoliške, pravoslavne in protestantskih Cerkva herezija), ki se je razvilo v okviru aleksandrijske šole v poznem 4. in v začetku 5. stoletja. Monofiziti so bili najbolj prisotni na ozemlju današnje Armenije.
Po monofizitskem pojmovanju je v Jezusu Kristusu božja narava tako prevladala, da je povsem zasenčila njegovo človeško naravo. Ta se je izgubila v božanstvu »kot kaplja sladke vode v morju«. Monofizitske nastavke je imel že Apolinarij iz Laodikeje, nauk pa je razvil carigrajski menih Evtih. Zavrnil ga je kalcedonski koncil leta 451, ki je sprejel rešitev Leona Velikega. Po njej je Kristus en sam, obenem pravi Bog in pravi človek, enega bistva z Bogom Očetom glede božanskosti in enega bistva z nami glede človeškosti. Del Cerkva, ki ni sprejel te rešitve, je lahko ohranil monofizitsko gledanje, a le zunaj rimskega cesarstva. Ker gre pri tem pretežno za verbalni nesporazum, kjer ni bilo brez pomena niti rivalstvo med Aleksandrijo in Antiohijo, se v zadnjih letih v okviru mešanih teoloških komisij išče rešitev, ki bi premostila stoletno razdeljenost.